# 498 هـ
498 هـ هي سنة في التقويم الهجري امتدت مقابلةً في التقويم الميلادي بين سنتي 1104 و1105.

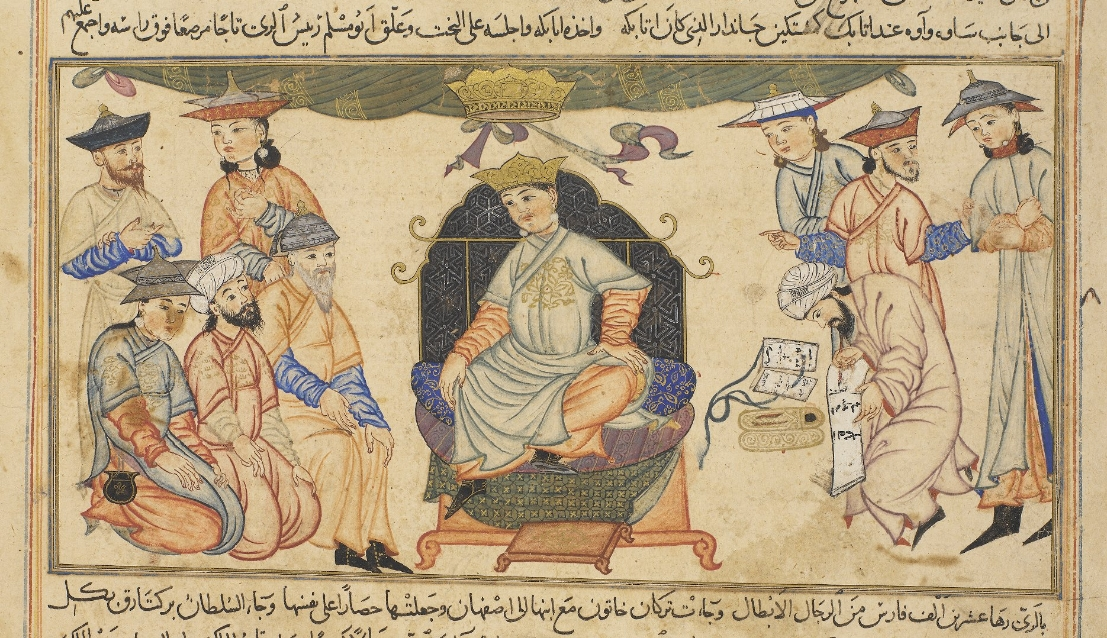
بركياروق بن ملكشاه

## وفيات
- الحسين الجياني
- بركياروق بن ملكشاه
- إياز السلجوقي